# Vintl
Vintl (em italiano Vandoies) é uma comuna italiana da região do Trentino-Alto Ádige, província de Bolzano, com cerca de 3.104 habitantes. Estende-se por uma área de 110 km², tendo uma densidade populacional de 28 hab/km². Faz fronteira com Chienes, Rio di Pusteria, Rodengo, Selva dei Molini, Terento, Val di Vizze.

## Demografia
| Variação demográfica do município entre 1861 e 2011                               |
|                                                                                   |
| Fonte: Istituto Nazionale di Statistica (ISTAT) - Elaboração gráfica da Wikipedia |